# Biến thiên địa từ thế kỷ
Biến thiên địa từ thế kỷ hay biến thiên thế kỷ địa từ (Geomagnetic secular variation) là sự thay đổi từ trường Trái Đất sau khoảng thời gian từ một năm trở lên. Những thay đổi này chủ yếu phản ánh những thay đổi trong lòng Trái Đất, chủ yếu ở lõi ngoài.
Biến thiên này phân biệt với những thay đổi nhanh chóng có nguyên nhân xuất phát từ tầng điện ly hoặc quyển từ .

Biến thiến đẳng trị từ thiên từ năm 1590 đến 1990

## Biến thiên hiện tại
Biến thiên thế kỷ địa từ được quan sát bằng từ kế quan trắc tại các đài quan sát trường từ. Một số trong đó đã có mặt từ hàng trăm năm nay, ví dụ như King's Observatory (hay Kew Observatory) tại Luân Đôn, Anh Quốc . Tại Việt Nam năm 2017 hiện có 4 đài quan sát như vậy đặt tại Phú Thụy (Hà Nội), Sa Pa (Lào Cai), Đà Lạt (Lâm Đồng), Bạc Liêu .
Trong khoảng thời gian từ năm 1590 đến 1990 quan sát thấy độ từ thiên đã thay đổi hàng chục độ , được biểu diễn trong hình động bên cạnh .
Sự thay đổi này dẫn đến sau cỡ chục năm thì giới nghiên cứu địa từ phải biên tập lại "Bản đồ từ trường bình thường" của vùng lãnh thổ. Bản đồ này làm cơ sở để tính ra dị thường từ khi tiến hành thăm dò từ.

## Biến thiên thế kỷ cổ địa từ
Những thay đổi địa từ trước đây được ghi lại trong các mẫu vật có chứa khoáng vật từ tính, được nghiên cứu trong khảo cổ học và địa chất.
Những thay đổi như vậy được gọi là biến thiên thế kỷ cổ địa từ, hoặc biến thiên thế kỷ cổ (PSV, paleosecular variation). Các dữ liệu cho thây nó thường bao gồm thay đổi nhỏ trong thời gian dài, kèm theo những thay đổi lớn ngẫu nhiên phản ánh sự di chuyển cực địa từ (Geomagnetic excursion) và đảo cực địa từ (Geomagnetic reversal) .